# Brian Oliver (Filmproduzent)
Brian Oliver (* 29. Januar 1971 in San Francisco, USA) ist ein US-amerikanischer Produzent.

## Leben
Olivers bisher größten Erfolge waren die Filme Black Swan mit Natalie Portman unter der Regie von Darren Aronofsky und The Ides of March – Tage des Verrats von und mit George Clooney. Für Black Swan wurde er 2011 für den Oscar nominiert. 2013 arbeitete er an dem Sportdrama Rush – Alles für den Sieg mit Daniel Brühl als Niki Lauda unter der Regie von Ron Howard.
Oliver ist Präsident und CEO von Cross Creek Pictures.

## Filmografie (Auswahl)
Als Produzent:
- 2002: Bark! (Koproduzent)
- 2002: Terry Tate, Office Linebacker
- 2002: Auto Focus
- 2002: 24 Stunden Angst (Trapped, Koproduzent)
- 2005: Man vs Vegas (Reality-TV-Serie)
- 2009: Give ’em Hell, Malone!
- 2010: Black Swan
- 2010: Firsthand (Reality-TV-Serie, eine Folge)
- 2011: 2ND Take
- 2011: The Ides of March – Tage des Verrats (The Ides of March)
- 2012: Die Frau in Schwarz (The Woman in Black)
- 2012: Aftershock – Die Hölle nach dem Beben (Aftershock)
- 2013: Rush – Alles für den Sieg (Rush)
- 2015: Everest
- 2015: Black Mass
- 2015: Legend
- 2016: Hacksaw Ridge – Die Entscheidung (Hacksaw Ridge)
- 2017: Barry Seal: Only in America (American Made)
- 2017: Roman J. Israel, Esq. – Die Wahrheit und nichts als die Wahrheit (Roman J. Israel, Esq.)
- 2019: 1917

Als ausführender Produzent:
- 2001: Southlander: Diary of a Desperate Musician
- 2001: Behind the Badge – Mord im Kleinstadtidyll (The Badge)
- 2006: Half Light

## Auszeichnungen
- 2011: Oscar: Nominierung in der Kategorie Bester Film für Black Swan